# Вилс Појнт (Тексас)
Вилс Појнт (енгл. Wills Point) град је у америчкој савезној држави Тексас. По попису становништва из 2010. у њему је живело 3.524 становника.

## Демографија
Према попису становништва из 2010. у граду је живело 3.524 становника, што је 28 (0,8%) становника више него 2000. године.
| Група             | 2000.         | 2010.         |
| Белци             | 2.621 (75,0%) | 2.597 (73,7%) |
| Афроамериканци    | 457 (13,1%)   | 417 (11,8%)   |
| Азијати           | 3 (0,1%)      | 11 (0,3%)     |
| Хиспаноамериканци | 382 (10,9%)   | 430 (12,2%)   |
| Укупно            | 3.496         | 3.524         |